# Gole della Biaschina
Le Gole della Biaschina sono il primo ostacolo naturale che si incontra salendo la Valle Leventina. Esse si estendono tra i comuni di Giornico a valle e Faido a monte. Il fiume Ticino si è scavato nel tempo uno stretto pertugio tra le granitiche rocce scavate in epoca glaciale sulla sponda sinistra e i detriti di un immenso scoscendimento che ha ostruito la valle in epoca postglaciale posto sulla sponda destra.
L'uomo ha nel tempo cercato di superare questo ostacolo in vari modi. In epoca romana si privilegiava risalire la Valle di Blenio utilizzando i fianchi più dolci di questa vallata, si portava in Leventina attraverso il passo del Nara, posto oltre i 2000 metri, da qui poi scendeva verso Airolo evitando sia la Biaschina che le Gole del Piottino. In epoca medioevale invece venne aperta una via carrabile che da Giornico raggiungeva Chironico sulla sponda destra del fiume, sui fianchi di buon materiale e non troppo scoscesi.
Agli inizi dell'Ottocento si costruì la prima strada verso il Passo del San Gottardo, essa aveva lo stesso tracciato dell'attuale strada cantonale. Fu poi la volta della ferrovia che alla fine del XIX secolo con due gallerie elicoidali superò l'ostacolo. L'autostrada, negli anni ottanta del ventesimo secolo, a sua volta dovette affrontare l'ostacolo naturale, che venne superato con la costruzione del viadotto della Biaschina, uno tra i più alti in Svizzera.

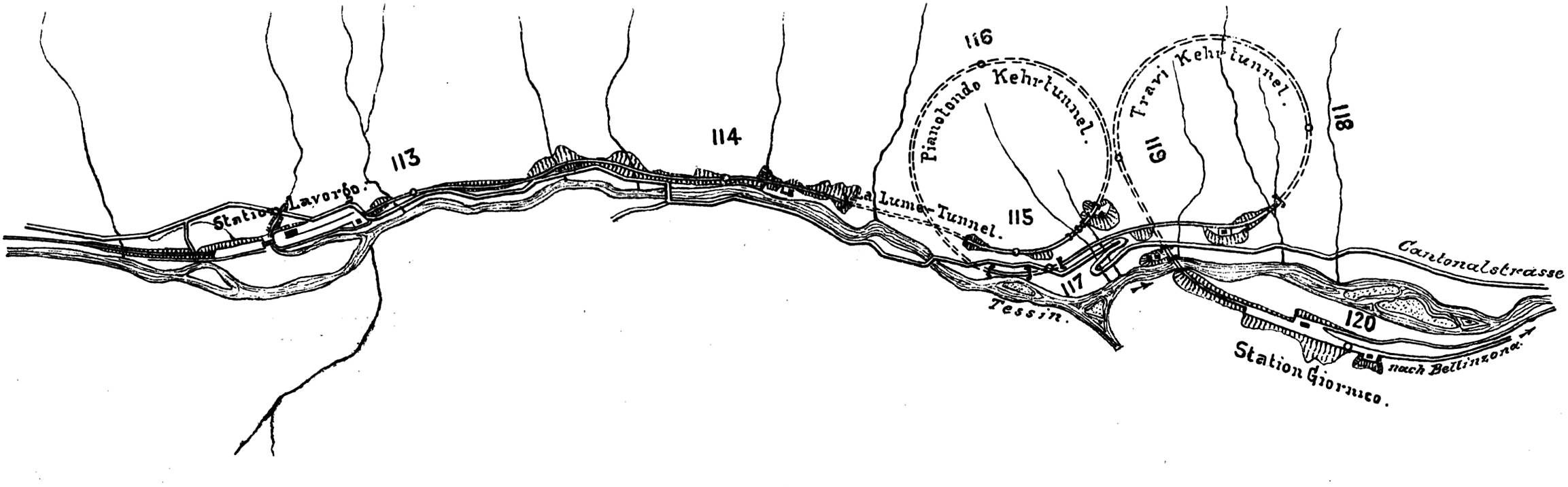
Piano del tracciato ferroviario nella gola